# Phan Chí Thanh
Phan Chí Thanh (sinh năm 1958) là Thiếu tướng về hưu của lực lượng Công an nhân dân Việt Nam. Ông nguyên là Ủy viên Ban thường vụ Tỉnh ủy Long An, Giám đốc Công an tỉnh Long An.

## Thân thế sự nghiệp
Phan Chí Thanh sinh ngày 20 tháng 7 năm 1958, quê quán tại xã Hiệp Hòa, huyện Đức Hòa, tỉnh Long An.
Ông có trình độ học vấn cử nhân Đại học chuyên ngành Cảnh sát điều tra.
Ông là đảng viên Đảng Cộng sản Việt Nam, có chứng chỉ cao cấp lí luận chính trị của đảng này.
Tháng 11 năm 2012, Phan Chí Thanh là Đại tá, Giám đốc Công an tỉnh Long An.
Năm 2018, Thiếu tướng Phan Chí Thanh nghỉ hưu theo chế độ. Thay thế ông làm Giám đốc Công an tỉnh Long An là Đại tá Lê Hồng Nam, Phó Cục trưởng C03, Bộ Công an.